# Nathan Belcher
Nathan Belcher (* 23. Juni 1813 in Preston, New London County, Connecticut; † 2. Juni 1891 in New London, Connecticut) war ein US-amerikanischer Politiker. Zwischen 1853 und 1855 vertrat er den dritten Wahlbezirk des Bundesstaates Connecticut im US-Repräsentantenhaus.

## Werdegang
Nach einer guten Grundschulausbildung besuchte Nathan Belcher bis 1822 das Amherst College in Massachusetts. Es folgte ein Jurastudium an der Cambridge Law School. Nach seiner Zulassung als Rechtsanwalt begann er in Clinton in seinem neuen Beruf zu arbeiten. Im Jahr 1841 zog Belcher nach New London, wo er Eisenwaren, Werkzeuge und Küchengeräte herstellte.
Belcher war Mitglied der Demokratischen Partei. In den Jahren 1846 und 1847 war er Abgeordneter im Repräsentantenhaus von Connecticut; 1850 gehörte er dem Staatssenat an. Bei den Kongresswahlen des Jahres 1852 wurde er im dritten Distrikt von Connecticut in das US-Repräsentantenhaus in Washington, D.C. gewählt. Dort trat er am 4. März 1853 die Nachfolge von Chauncey F. Cleveland an. Da er im Jahr 1854 auf eine weitere Kandidatur verzichtete, konnte er bis zum 3. März 1855 nur eine Legislaturperiode im Kongress verbringen.
Nach dem Ende seiner Zeit im Repräsentantenhaus nahm Nathan Belcher seine früheren Tätigkeiten in New London wieder auf. Außerdem stieg er in das Bankgewerbe ein. Politisch ist er bis zu seinem Tod am 2. Juni 1891 nicht mehr in Erscheinung getreten.